# قاي سيمون
قاي سيمون (بالفرنسية: Guy Simon)‏ (21 أبريل 1933 فرنسا - 11 ديسمبر 1988 بريست فرنسا) هو لاعب كرة قدم فرنسي سابق كان يلعب كمدافع.

## وصلات خارجية
- قاي سيمون على موقع قاعدة بيانات كرة القدم.إي يو (الإنجليزية)